# Alejandro Osorio (ciclista)
Alejandro Osorio Carvajal (El Carmen de Viboral, 28 maggio 1998) è un ciclista su strada colombiano che corre per il team Orgullo Paisa. Vincitore di una tappa al Giro d'Italia Under-23 2018, è professionista dal 2019.

## Palmarès

### Strada
- 2016 (Juniores)

1ª tappa Vuelta del Porvenir de Colombia (Florencia > Curillo)
- 2018 (GW Shimano, due vittorie)

Prologo Vuelta a Colombia Sub-23 (Florencia > Florencia, cronometro)
4ª tappa Giro d'Italia Giovani Under 23 (Mornico al Serio > Passo del Maniva)
- 2024 (GW Erco Shimano, sette vittorie)

8ª tappa Vuelta al Tachira (San Cristóbal > San Cristóbal)
Campionati colombiani, Prova in linea
3ª tappa Tour Colombia (Tunja > Tunja)
2ª tappa Vuelta a Colombia (Paipa > Tocancipá)
3ª tappa Vuelta a Colombia (Cota > Mariquita)
5ª tappa Vuelta a Colombia (Manizales > Buga)
10ª tappa Vuelta a Guatemala (San Lucas Sacatepéquez > Vieja)

#### Altri successi
- 2018 (GW Shimano)

Classifica scalatori Tour de l'Avenir
- 2021 (Caja Rural-Seguros RGA)

Classifica scalatori Settimana Internazionale di Coppi e Bartali
- 2023 (GW Shimano-Sidermec)

4ª tappa Clasica el Carmen de Viboral (El Carmen de Viboral > El Carmen de Viboral)
1ª tappa Vuelta al Magdalena (El Banco-Santa Ana > Uruguani)
3ª tappa Vuelta al Magdalena (Aracataca > Minca)
4ª tappa Vuelta al Magdalena (Santa Marta > Santa Marta)
Classifica generale Vuelta al Magdalena
4ª tappa Clásica Ciudad de Girardot (Girardot > Girardot)
- 2024 (GW Erco Shimano)

Circuito Feria de Manizales
Classifica a punti Vuelta al Tachira
Classifica generale Clásica de Rionegro
Prologo Clasica Marinilla Ramon Emilio Arcil (Marinilla > Marinilla, cronometro)
7ª tappa Clásico RCN (Palmira > Pereira)
- 2025 (Orgullo Paisa)

1ª tappa Volta Ciclística de Goiás (Caldas Novas > Morrinhos)
6ª tappa Volta Ciclística de Goiás (Caldas Novas > Caldas Novas)
Classifica generale Volta Ciclística de Goiás

## Piazzamenti

### Competizioni mondiali
- Campionati del mondo

Innsbruck 2018 - In linea Under-23: 75º